# Fallteknik
Fallteknik tränas ofta i kampsporter och stridskonst men även en del övrig idrott och är sätt att falla kontrollerat utan att skada sig. Termen används ibland även då fotbollsspelare medvetet övar in filmning.